# Барсуки (Кармановское сельское поселение)
Барсуки́ — деревня в Гагаринском районе Смоленской области России. Входит в состав Кармановского сельского поселения. Население — 8 жителей (2007). 
Расположена в северо-восточной части области в 26 км к северо-западу от Гагарина, в 35 км западнее автодороги М1 «Беларусь», на берегу реки Яуза. В 30 км юго-восточнее деревни расположена железнодорожная станция Гагарин на линии Москва — Минск. 

## История
В XIX веке также именовалась Чечевики. В деревне действовала почтовая станция (Барсуковская, она же Чечевицкая) на Санкт-Петербургском почтовом тракте (Осташков — Ржев — Зубцов — Гжатск), приписанная к Гжатской почтовой конторе.
В годы Великой Отечественной войны деревня была оккупирована гитлеровскими войсками в октябре 1941 года, освобождена в марте 1943 года.